# Трое с площади Карронад (телесериал)
«Тро́е с пло́щади Каррона́д» — телевизионный сериал режиссёра Виктора Волкова по одноимённой повести Владислава Крапивина. Содержит четыре серии по пятьдесят минут каждая.

## Сюжет
Четвероклассник Слава Семибратов живёт в маленьком городке с матерью и отчимом. Жизнь кажется ему серой и унылой: над ним издеваются одноклассники, в семье постоянно происходят ссоры. Единственный друг мальчика — тряпичный заяц Артёмка, подаренный ему отцом ещё до рождения. Отец Славы — Валерий служил в миротворческом отряде в Косове и погиб, спасая мирных жителей.
Слава — заядлый читатель и с детства влюблён в море и корабли. На берегу озера он встречается со старым моряком Виктором Семёновичем и девочкой Анютой, плавающими на маленькой яхте класса «Кадет». Между ними завязывается дружба: Виктор Семёнович учит его управляться с парусами и ходить на яхте, а на прощание вручает ему удостоверение, подтверждающее, что мальчик сдал необходимые зачеты по морской практике и судовождению на права яхтенного рулевого 3 класса.
Мечта Славы — переехать в Севастополь, к бабушке Вере — родственнице отца. После того, как в очередной ссоре отчим угрожает мальчику заряженным ружьем, мать принимает решение о переезде, и мечта Славы исполняется.
На новом месте он счастлив: его любит бабушка Вера, рядом море и корабли, нравы в новой школе разительно отличаются от прежней. Появляются новые приятели: художник Женя Аверкин, первоклассник Динька Васильченко, а затем настоящий друг Тим Сель. Знакомство происходит на совете школы, где разбирается дело о попытке угона Тимом парусного судна — баркентины «Сатурн». Тим хотел спасти старый парусник от ужасной судьбы — переквалификации в плавучий ресторан. Ночью, при штормовом ветре, мальчик поднялся на самую верхушку мачты по прогнившим вантам, чтобы поднять парус и увести «Сатурн» через бухту. Совет школы настаивает на серьёзном взыскании за «пиратскую акцию», поскольку «Сатурн» могло снести на другие суда, стоящие в бухте. Однако Слава доказывает, что расчет Тима был верным и парусник точно разбился бы о сваи у противоположного берега. Между мальчиками возникает крепкая дружба. Они доверяют друг другу свои секреты: Слава рассказывает Тиму об Артёмке, а тот говорит об идее поставить памятник мальчишкам, защищавшим город в периоды первой и второй обороны города наравне со взрослыми.
Вместе мальчики поступают в детскую парусную секцию «Винджаммер». На основании свидетельства, выданного Славе, им разрешают ходить на яхте «Маугли» в ограниченной акватории бухты. Однажды, заплыв на яхте к свалке металлолома, друзья видят компанию мальчишек со снарядом. Слава и Тим отбирают опасную находку и прогоняют малышей. Снаряд нельзя оставлять на свалке, поскольку дети могут вернуться. Мальчики решают отнести его к обрыву и там затопить. Возникает спор о том, кто понесёт снаряд, а кто отведёт на базу яхту, которую нельзя бросать на берегу. Слава пользуется привилегией капитана и приказывает Тиму вернуться на базу, а сам уносит снаряд, уложив его в свой портфель поверх тряпичного Артемки. Тим обижается на приказ, который не в силах переступить и уплывает на яхте, а для Славы начинается дорога, полная томительного страха и угрызений совести за ссору с Тимом.
Вскоре Слава встречается с одноклассницей Любой Потапенко, которая указывает ему на проходную воинской части. Дежурный мичман осматривает находку и заявляет, что это на самом деле портативный газовый баллон для разогрева моторов, эти баллоны по неопытности многие путают со снарядами. Нервы Славы не выдерживают, и он убегает, бросив портфель у военных. Найдя Тима, он пытается с ним помириться, но в ответ натыкается на жёсткую фразу «ты хуже, чем враг».
Дома ему приходится рассказать о случившемся матери, которая заявляет, что они немедленно уезжают обратно. Между ними происходит разговор, в ходе которого Слава понимает, что дело не в снаряде, а в любви матери к отчиму. Скрепя сердце, он соглашается уехать и пытается сообщить об этом Тиму, чтобы успеть помириться. Сообщение Тиму передаёт его младшая сестра Валентина, когда Слава уже едет в поезде. Чтобы перехватить его, Тим угоняет «Маугли» и переплывает бухту. На станции «Чёрная речка» он встречается со Славой и признаётся, что днём не обиделся, а струсил. Он требует от Славы сказать, остался бы тот в городе без мамы, если бы не смог уехать. Получив утвердительный ответ, он приковывает друга цепью к столбу и выкидывает ключ. Мать не может уехать без сына, и они остаются в городе.
Через день мать Славы всё же уезжает, поскольку не может жить без любимого человека. А в кабинете директора школы мальчику сообщают, что находка, которую он принёс военным, действительно была снарядом, а история про газовый баллон — выдумка мичмана, чтобы успокоить Славу. Снаряд был взорван вместе с портфелем, вследствие чего погиб и Артёмка.
В конце фильма Тим, Слава, Люба, Женя, Валентина и Динька встречаются на пустыре, который Тим называет площадью Карронад. Люба Потапенко дарит Славе сшитого ею нового тряпичного зайца, получившего имя Шастик. Женя Аверкин предлагает нарисовать эскиз памятника юным защитникам Севастополя. Перед глазами друзей у стены на площади Карронад встают маленький артиллерист времен Первой обороны, мальчик, подорвавший вместе с собой фашистский танк в годы Великой Отечественной, и Андрюша из соседней школы, погибший совсем недавно.

## В ролях
- Максим Лабастов — Славка Семибратов
- Николай Спиридонов — Тим Сель
- Диана Шпак — Любка Потапенко
- Михаил Акимов — Женя Аверкин
- Яна Кан — Валентина Сель
- Евгений Воронин — Динька
- Наталья Коренная — мама Славки, Елена Юрьевна
- Татьяна Конюхова — бабушка Вера Анатольевна
- Павел Ордин — дядя Костя
- Анатолий Кузнецов — Игорь Борисович, директор «Винджаммера»
- Геннадий Юхтин — Виктор Семёнович, из Алёшино
- Юрий Дуванов — капитан второго ранга
- Василий Седых — директор школы
- Геннадий Храпунков — учитель математики Яков Павлович
- Дмитрий Кузьмин — Зырянов
- Сергей Загребнев — Валерий Семибратов
- Дмитрий Прокудин — Валера Семибратов в детстве
- Екатерина Васильева — библиотекарша Василиса Георгиевна
- Игорь Неведров — Веденский
- Евгений Березовский — Казарский
- Антон Драпов — Андрюшка Илюхин